# Neurosurgical Focus
Neurosurgical Focus, abgekürzt Neurosurg. Focus, ist eine wissenschaftliche Fachzeitschrift, die von der American Association of Neurological Surgeons veröffentlicht wird. Die Zeitschrift erscheint ausschließlich online und ist frei zugänglich. Es werden Übersichtsarbeiten aus der Neurochirurgie veröffentlicht.
Der Impact Factor lag im Jahr 2014 bei 2,105. Nach der Statistik des ISI Web of Knowledge wird das Journal mit diesem Impact Factor in der Kategorie Chirurgie an 69. Stelle von 198 Zeitschriften und in der Kategorie klinische Neurologie an 109. Stelle von 192 Zeitschriften geführt.